# مهدی بغداد
مهدی بغداد (انگلیسی: Mehdi Baghdad؛ زادهٔ ۱۳ آوریل ۱۹۸۵) ورزشکار هنرهای رزمی ترکیبی اهل فرانسه است. وی از سال ۲۰۰۷ میلادی تاکنون مشغول فعالیت بوده‌است.